# Kenneth Derlow

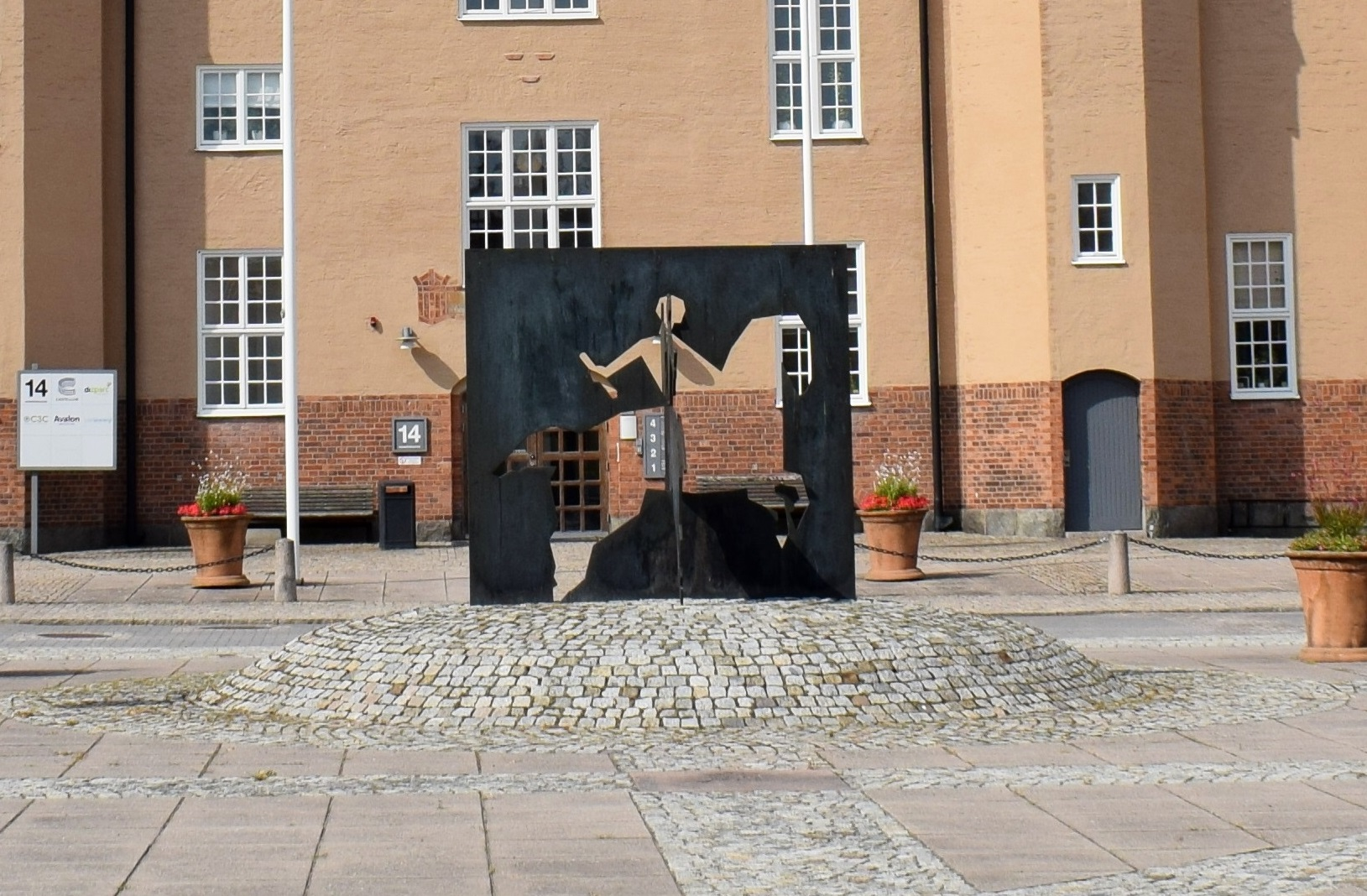
Skulptur av Derlow i Växjö.

Tonny Kennerth ”Kenneth” Peter Derlow, född 30 oktober 1944 i Nybro församling, är en svensk konstnär.